# Christophe Kern
Christophe Kern (ur. 18 stycznia 1981 w Wissembourgu) – francuski kolarz szosowy, zawodnik profesjonalnej grupy Europcar.

## Najważniejsze zwycięstwa i sukcesy
- 1999
  -  3. miejsce w mistrzostwach świata (do lat 23, start wspólny)
- 2003
  - 1. miejsce w Grand Prix Rudy Dhaenens
- 2004
  - 1. miejsce na 1. etapie Tour de l’Avenir
- 2009
  - 2. miejsce na 7. etapie Tour de France
- 2011
  - 1. miejsce na 5. etapie Critérium du Dauphiné
  -  1. miejsce w mistrzostwach Francji (jazda indywidualna na czas)